# Hugo von Dörnberg zu Hausen
Hugo Freiherr von Dörnberg zu Hausen (* 12. März 1884 in Kassel; † 23. März 1963 im Schloss Hausen) war ein deutscher Landrat.

## Leben

### Herkunft und Familie
Hugo von Dörnberg zu Hausen entstammte dem Geschlecht der Freiherren von Dörnberg, das zum evangelischen hessischen Uradel gehörte. Von 1732 an hatten die von Dörnberg das Hofamt des Erbküchenmeisters (Erbhofmeisters) von Hessen-Kassel inne. Er war der Sohn des Kasseler Landrats Hugo von Dörnberg (1844–1930) und dessen Gemahlin Cecile Rabe von Pappenheim (1849–1937) und heiratete 1916 in Kassel-Wilhelmshöhe Donata von Rosenberg (1894–1935). Aus der Ehe ging der Sohn Siegesmund (* 1917) hervor. Dieser verlor 1942 als Kompanieführer in Russland sein Leben. 1939 heiratete Hugo ein zweites Mal. Seine Frau war Maria Eva von Knobelsdorff.

### Wirken
Nach dem Abitur am Gymnasium in Hersfeld im Jahre 1904 studierte Hugo Rechtswissenschaften an der Ruprecht-Karls-Universität Heidelberg und der Philipps-Universität Marburg. Seine Referendarzeit verbrachte er in Potsdam, wo er auch seinen Militärdienst im Garde-Kürassier-Regiment leistete. Er wurde Regierungsassessor und war in den Jahren 1917 bis 1919 Landrat des Landkreises Gelnhausen.
Von Dörnberg war Vorstandsmitglied der Deutschen Burgenvereinigung und Förderer und Mitglied von Kunst- und Kulturvereinigungen.

### Auszeichnungen
- Rechtsritter des Johanniterordens